# Concerto per violino e orchestra n. 2 (Mozart)
Il concerto per violino e orchestra n. 2 in re maggiore K 211 di Wolfgang Amadeus Mozart fu scritto nel 1775, quando il salisburghese era soltanto diciannovenne. Costituisce il secondo di cinque concerti per lo stesso strumento solista (nell'ordine: K 207, K 216, K 218, K 219), attribuibili con certezza al compositore.
Di ritorno da Monaco di Baviera per la rappresentazione dell'Opera buffa "La finta giardiniera" K6196, Mozart aveva ripreso l'attività di Konzertmeister presso la corte di Salisburgo, attività che gli rendeva possibile sia comporre sia eseguire brani.

## Storia
Nel periodo in cui compose il concerto per violino e orchestra n. 2, Mozart risiedeva a Salisburgo ed era al servizio del principe-arcivescovo di Salisburgo, Hieronymus von Colloredo. Mozart svolgeva l'attività di musicista di corte sotto il patrocinio dell'arcivescovo da diversi anni, il che significava che ci si aspettava da lui la composizione e l'esecuzione di musica per varie occasioni.
Mozart aveva un rapporto molto stretto con il violinista Antonio Brunetti, membro dell'orchestra dell'arcivescovo e suo futuro successore come maestro di corte. Si ritiene che, nel concepire il concerto per violino e orchestra n. 2, Mozart si sia ispirato a Brunetti, con l'intenzione di mettere in luce le capacità tecniche ed espressive del violinista.

## Struttura
Il concerto si articola in tre movimenti, secondo la tipica struttura del Concerto classico (veloce-lento-veloce):
- Allegro moderato;
- Andante (in sol maggiore);
- Rondeau: Allegro.